# Birulatus israelensis
Espèce
Birulatus israelensis est une espèce de scorpions de la famille des Buthidae.

## Distribution
Cette espèce se rencontre en Israël et en Palestine.

## Description
La femelle holotype mesure 17,2 mm.

## Étymologie
Son nom d'espèce, composé de israel et du suffixe latin -ensis, « qui vit dans, qui habite », lui a été donné en référence au lieu de sa découverte, Israël.

## Publication originale
- Lourenço, 2002 : « Further morphological considerations on the genus Birulatus Vachon (Scorpiones, Buthidae), with the description of a new species from Israel. » Revista Iberica de Aracnologia, vol. 6, p. 141-145 (texte intégral).